# Vozinha
Josimar José Évora Dias, meglio noto come Vozinha (Mindelo, 3 giugno 1986), è un calciatore capoverdiano, portiere del Chaves e della nazionale capoverdiana.

## Biografia
Ha un fratello, Delmiro, anch'egli calciatore.

## Carriera

### Club
Il 7 luglio 2015 - dopo alcune esperienze tra Capo Verde e Angola - viene tesserato dallo Zimbru Chișinău, in Moldavia. Il 5 agosto 2016 si trasferisce in Portogallo al Gil Vicente, in seconda divisione. Nel corso della stagione respinge 8 calci di rigore. Il 7 giugno 2017 si accorda parametro zero all'AEL Limassol, firmando un contratto valido per due anni.

### Nazionale
Esordisce in nazionale l'8 settembre 2012 contro il Camerun, incontro di qualificazione alla Coppa d'Africa 2013. Con la selezione capoverdiana ha preso parte a quattro edizioni della Coppa d'Africa (2013, 2015, 2021, 2023).

## Statistiche

### Presenze e reti nei club
Statistiche aggiornate al 16 dicembre 2023.
| Stagione            | Squadra             | Campionato          | Campionato | Campionato | Coppe nazionali | Coppe nazionali | Coppe nazionali | Coppe continentali | Coppe continentali | Coppe continentali | Altre coppe | Altre coppe | Altre coppe | Totale | Totale |
| Stagione            | Squadra             | Comp                | Pres       | Reti       | Comp            | Pres            | Reti            | Comp               | Pres               | Reti               | Comp        | Pres        | Reti        | Pres   | Reti   |
| ------------------- | ------------------- | ------------------- | ---------- | ---------- | --------------- | --------------- | --------------- | ------------------ | ------------------ | ------------------ | ----------- | ----------- | ----------- | ------ | ------ |
| 2015-2016           | Zimbru Chișinău     | DN                  | 26         | -26        | CM              | 1               | -1              | -                  | -                  | -                  | -           | -           | -           | 27     | -27    |
| 2016-2017           | Gil Vicente         | SL                  | 28         | -31        | CP+CdL          | 1+1             | -1 + -1         | -                  | -                  | -                  | -           | -           | -           | 30     | -33    |
| 2017-2018           | AEL Limassol        | A                   | 26+9       | -17 + -18  | CC              | 0               | 0               | UEL                | 6                  | -3                 | -           | -           | -           | 41     | -38    |
| 2018-2019           | AEL Limassol        | A                   | 7+6        | -13 + -11  | CC              | 5               | -1              | -                  | -                  | -                  | -           | -           | -           | 18     | -25    |
| 2019-2020           | AEL Limassol        | A                   | 22+1       | -26 + -3   | CC              | 2               | -1              | UEL                | 2                  | -1                 | SC          | 0           | 0           | 27     | -31    |
| 2020-2021           | AEL Limassol        | A                   | 26+8       | -23 + -7   | CC              | 5               | -6              | -                  | -                  | -                  | -           | -           | -           | 39     | -36    |
| 2021-2022           | AEL Limassol        | A                   | 11         | -11        | CC              | 0               | 0               | UECL               | 4                  | -2                 | -           | -           | -           | 15     | -13    |
| Totale AEL Limassol | Totale AEL Limassol | Totale AEL Limassol | 116        | -129       |                 | 12              | -8              |                    | 12                 | -6                 |             | 0           | 0           | 140    | -143   |
| 2022-2023           | AS Trenčín          | SL                  | 3+6        | -6 + -11   | CS              | 5               | -2              | -                  | -                  | -                  | -           | -           | -           | 14     | -19    |
| 2023-2024           | AS Trenčín          | SL                  | 17         | -18        | CS              | 0               | 0               | -                  | -                  | -                  | -           | -           | -           | 17     | -18    |
| Totale AS Trenčín   | Totale AS Trenčín   | Totale AS Trenčín   | 26         | -35        |                 | 5               | -2              |                    | -                  | -                  |             | -           | -           | 31     | -37    |
| Totale carriera     | Totale carriera     | Totale carriera     | 196        | -221       |                 | 20              | -13             |                    | 12                 | -6                 |             | 0           | 0           | 228    | -240   |

### Cronologia presenze e reti in nazionale
| Cronologia completa delle presenze e delle reti in nazionale ― Capo Verde | Cronologia completa delle presenze e delle reti in nazionale ― Capo Verde | Cronologia completa delle presenze e delle reti in nazionale ― Capo Verde | Cronologia completa delle presenze e delle reti in nazionale ― Capo Verde | Cronologia completa delle presenze e delle reti in nazionale ― Capo Verde | Cronologia completa delle presenze e delle reti in nazionale ― Capo Verde | Cronologia completa delle presenze e delle reti in nazionale ― Capo Verde | Cronologia completa delle presenze e delle reti in nazionale ― Capo Verde |
| Data                                                                      | Città                                                                     | In casa                                                                   | Risultato                                                                 | Ospiti                                                                    | Competizione                                                              | Reti                                                                      | Note                                                                      |
| ------------------------------------------------------------------------- | ------------------------------------------------------------------------- | ------------------------------------------------------------------------- | ------------------------------------------------------------------------- | ------------------------------------------------------------------------- | ------------------------------------------------------------------------- | ------------------------------------------------------------------------- | ------------------------------------------------------------------------- |
| 8-9-2012                                                                  | Praia                                                                     | Capo Verde                                                                | 2 – 0                                                                     | Camerun                                                                   | Qual. Coppa d'Africa 2013                                                 | -                                                                         |                                                                           |
| 14-10-2012                                                                | Yaoundé                                                                   | Camerun                                                                   | 2 – 1                                                                     | Capo Verde                                                                | Qual. Coppa d'Africa 2013                                                 | -2                                                                        |                                                                           |
| 14-11-2012                                                                | Lisbona                                                                   | Capo Verde                                                                | 0 – 1                                                                     | Ghana                                                                     | Amichevole                                                                | -1                                                                        |                                                                           |
| 9-1-2013                                                                  | Faro                                                                      | Capo Verde                                                                | 0 – 0                                                                     | Nigeria                                                                   | Amichevole                                                                | -                                                                         | 46’                                                                       |
| 19-1-2013                                                                 | Johannesburg                                                              | Sudafrica                                                                 | 0 – 0                                                                     | Capo Verde                                                                | Coppa d'Africa 2013 - 1º turno                                            | -                                                                         |                                                                           |
| 23-1-2013                                                                 | Durban                                                                    | Marocco                                                                   | 1 – 1                                                                     | Capo Verde                                                                | Coppa d'Africa 2013 - 1º turno                                            | -1                                                                        |                                                                           |
| 27-1-2013                                                                 | Port Elizabeth                                                            | Capo Verde                                                                | 2 – 1                                                                     | Angola                                                                    | Coppa d'Africa 2013 - 1º turno                                            | -1                                                                        |                                                                           |
| 2-2-2013                                                                  | Port Elizabeth                                                            | Ghana                                                                     | 2 – 0                                                                     | Capo Verde                                                                | Coppa d'Africa 2013 - Quarti di finale                                    | -2                                                                        |                                                                           |
| 24-3-2013                                                                 | Malabo                                                                    | Guinea Equatoriale                                                        | 0 – 3                                                                     | Capo Verde                                                                | Qual. Mondiali 2014                                                       | -                                                                         |                                                                           |
| 8-6-2013                                                                  | Praia                                                                     | Capo Verde                                                                | 3 – 0                                                                     | Guinea Equatoriale                                                        | Qual. Mondiali 2014                                                       | -                                                                         |                                                                           |
| 15-6-2013                                                                 | Praia                                                                     | Capo Verde                                                                | 1 – 0                                                                     | Sierra Leone                                                              | Qual. Mondiali 2014                                                       | -                                                                         |                                                                           |
| 14-8-2013                                                                 | Queluz                                                                    | Gabon                                                                     | 1 – 1                                                                     | Capo Verde                                                                | Amichevole                                                                | -1                                                                        |                                                                           |
| 7-9-2013                                                                  | Tunisi                                                                    | Tunisia                                                                   | 3 – 0                                                                     | Capo Verde                                                                | Qual. Mondiali 2014                                                       | -3                                                                        |                                                                           |
| 5-3-2014                                                                  | Lussemburgo                                                               | Lussemburgo                                                               | 0 – 0                                                                     | Capo Verde                                                                | Amichevole                                                                | -                                                                         |                                                                           |
| 6-9-2014                                                                  | Niamey                                                                    | Niger                                                                     | 1 – 2                                                                     | Capo Verde                                                                | Qual. Coppa d'Africa 2015                                                 | -1                                                                        |                                                                           |
| 10-9-2014                                                                 | Praia                                                                     | Capo Verde                                                                | 2 – 1                                                                     | Zambia                                                                    | Qual. Coppa d'Africa 2015                                                 | -1                                                                        |                                                                           |
| 11-10-2014                                                                | Maputo                                                                    | Mozambico                                                                 | 2 – 0                                                                     | Capo Verde                                                                | Qual. Coppa d'Africa 2015                                                 | -2                                                                        |                                                                           |
| 15-10-2014                                                                | Praia                                                                     | Capo Verde                                                                | 1 – 0                                                                     | Mozambico                                                                 | Qual. Coppa d'Africa 2015                                                 | -                                                                         |                                                                           |
| 15-11-2014                                                                | Praia                                                                     | Capo Verde                                                                | 3 – 1                                                                     | Niger                                                                     | Qual. Coppa d'Africa 2015                                                 | -1                                                                        |                                                                           |
| 7-1-2015                                                                  | Praia                                                                     | Guinea Equatoriale                                                        | 1 – 1                                                                     | Capo Verde                                                                | Amichevole                                                                | -1                                                                        |                                                                           |
| 10-1-2015                                                                 | Dakar                                                                     | Capo Verde                                                                | 3 – 2                                                                     | Rep. del Congo                                                            | Amichevole                                                                | -2                                                                        |                                                                           |
| 18-1-2015                                                                 | Ebebiyín                                                                  | Tunisia                                                                   | 1 – 1                                                                     | Capo Verde                                                                | Coppa d'Africa 2015 - 1º turno                                            | -1                                                                        |                                                                           |
| 22-1-2015                                                                 | Ebebiyín                                                                  | Capo Verde                                                                | 0 – 0                                                                     | RD del Congo                                                              | Coppa d'Africa 2015 - 1º turno                                            | -                                                                         |                                                                           |
| 26-1-2015                                                                 | Bata                                                                      | Capo Verde                                                                | 0 – 0                                                                     | Zambia                                                                    | Coppa d'Africa 2015 - 1º turno                                            | -                                                                         |                                                                           |
| 31-3-2015                                                                 | Praia                                                                     | Portogallo                                                                | 0 – 2                                                                     | Capo Verde                                                                | Amichevole                                                                | -                                                                         |                                                                           |
| 13-6-2015                                                                 | Praia                                                                     | Capo Verde                                                                | 7 – 1                                                                     | São Tomé e Príncipe                                                       | Qual. Coppa d'Africa 2017                                                 | -1                                                                        |                                                                           |
| 6-9-2015                                                                  | Il Cairo                                                                  | Libia                                                                     | 1 – 2                                                                     | Capo Verde                                                                | Qual. Coppa d'Africa 2017                                                 | -1                                                                        | 63’                                                                       |
| 13-11-2015                                                                | Nairobi                                                                   | Kenya                                                                     | 1 – 0                                                                     | Capo Verde                                                                | Qual. Mondiali 2018                                                       | -1                                                                        |                                                                           |
| 17-11-2015                                                                | Praia                                                                     | Capo Verde                                                                | 2 – 0                                                                     | Kenya                                                                     | Qual. Mondiali 2018                                                       | -                                                                         |                                                                           |
| 26-3-2016                                                                 | Praia                                                                     | Capo Verde                                                                | 0 – 1                                                                     | Marocco                                                                   | Qual. Coppa d'Africa 2017                                                 | -1                                                                        |                                                                           |
| 29-3-2016                                                                 | Marrakech                                                                 | Marocco                                                                   | 2 – 0                                                                     | Capo Verde                                                                | Qual. Coppa d'Africa 2017                                                 | -2                                                                        | Cap.                                                                      |
| 4-6-2016                                                                  | São Tomé                                                                  | São Tomé e Príncipe                                                       | 1 – 2                                                                     | Capo Verde                                                                | Qual. Coppa d'Africa 2017                                                 | -1                                                                        |                                                                           |
| 3-9-2016                                                                  | Praia                                                                     | Capo Verde                                                                | 0 – 1                                                                     | Libia                                                                     | Qual. Coppa d'Africa 2017                                                 | -1                                                                        |                                                                           |
| 8-10-2016                                                                 | Dakar                                                                     | Senegal                                                                   | 2 – 0                                                                     | Capo Verde                                                                | Qual. Mondiali 2018                                                       | -2                                                                        |                                                                           |
| 12-11-2016                                                                | Praia                                                                     | Capo Verde                                                                | 0 – 2                                                                     | Burkina Faso                                                              | Qual. Mondiali 2018                                                       | -2                                                                        |                                                                           |
| 28-3-2017                                                                 | Lussemburgo                                                               | Lussemburgo                                                               | 0 – 2                                                                     | Capo Verde                                                                | Amichevole                                                                | -                                                                         |                                                                           |
| 11-6-2017                                                                 | Praia                                                                     | Capo Verde                                                                | 0 – 1                                                                     | Uganda                                                                    | Qual. Coppa d'Africa 2019                                                 | -1                                                                        |                                                                           |
| 1-9-2017                                                                  | Praia                                                                     | Capo Verde                                                                | 2 – 1                                                                     | Sudafrica                                                                 | Qual. Mondiali 2018                                                       | -1                                                                        |                                                                           |
| 5-9-2017                                                                  | Durban                                                                    | Sudafrica                                                                 | 1 – 2                                                                     | Capo Verde                                                                | Qual. Mondiali 2018                                                       | -1                                                                        |                                                                           |
| 7-10-2017                                                                 | Praia                                                                     | Capo Verde                                                                | 0 – 2                                                                     | Senegal                                                                   | Qual. Mondiali 2018                                                       | -2                                                                        |                                                                           |
| 14-11-2017                                                                | Ouagadougou                                                               | Burkina Faso                                                              | 4 – 0                                                                     | Capo Verde                                                                | Qual. Mondiali 2018                                                       | -4                                                                        |                                                                           |
| 1-6-2018                                                                  | Algeri                                                                    | Algeria                                                                   | 2 – 3                                                                     | Capo Verde                                                                | Amichevole                                                                | -2                                                                        |                                                                           |
| 9-9-2018                                                                  | Maseru                                                                    | Lesotho                                                                   | 1 – 1                                                                     | Capo Verde                                                                | Qual. Coppa d'Africa 2019                                                 | -1                                                                        |                                                                           |
| 24-3-2019                                                                 | Praia                                                                     | Capo Verde                                                                | 0 – 0                                                                     | Lesotho                                                                   | Qual. Coppa d'Africa 2019                                                 | -                                                                         |                                                                           |
| 10-10-2019                                                                | Fos-sur-Mer                                                               | Capo Verde                                                                | 2 – 1                                                                     | Togo                                                                      | Amichevole                                                                | -1                                                                        |                                                                           |
| 13-11-2019                                                                | Yaoundé                                                                   | Camerun                                                                   | 0 – 0                                                                     | Capo Verde                                                                | Qual. Coppa d'Africa 2021                                                 | -                                                                         |                                                                           |
| 18-11-2019                                                                | Praia                                                                     | Capo Verde                                                                | 2 – 2                                                                     | Mozambico                                                                 | Qual. Coppa d'Africa 2021                                                 | -2                                                                        |                                                                           |
| 7-10-2020                                                                 | Andorra la Vella                                                          | Andorra                                                                   | 1 – 2                                                                     | Capo Verde                                                                | Amichevole                                                                | -1                                                                        |                                                                           |
| 17-11-2020                                                                | Kigali                                                                    | Ruanda                                                                    | 0 – 0                                                                     | Capo Verde                                                                | Qual. Coppa d'Africa 2021                                                 | -                                                                         |                                                                           |
| 26-3-2021                                                                 | Praia                                                                     | Capo Verde                                                                | 3 – 1                                                                     | Camerun                                                                   | Qual. Coppa d'Africa 2021                                                 | -1                                                                        |                                                                           |
| 30-3-2021                                                                 | Maputo                                                                    | Mozambico                                                                 | 0 – 1                                                                     | Capo Verde                                                                | Qual. Coppa d'Africa 2021                                                 | -                                                                         |                                                                           |
| 1-9-2021                                                                  | Douala                                                                    | Rep. Centrafricana                                                        | 1 – 1                                                                     | Capo Verde                                                                | Qual. Mondiali 2022                                                       | -1                                                                        |                                                                           |
| 7-9-2021                                                                  | Mindelo                                                                   | Capo Verde                                                                | 1 – 2                                                                     | Nigeria                                                                   | Qual. Mondiali 2022                                                       | -2                                                                        |                                                                           |
| 7-10-2021                                                                 | Accra                                                                     | Liberia                                                                   | 1 – 2                                                                     | Capo Verde                                                                | Qual. Mondiali 2022                                                       | -1                                                                        |                                                                           |
| 10-10-2021                                                                | Praia                                                                     | Capo Verde                                                                | 1 – 0                                                                     | Liberia                                                                   | Qual. Mondiali 2022                                                       | -                                                                         |                                                                           |
| 16-11-2021                                                                | Lagos                                                                     | Nigeria                                                                   | 1 – 1                                                                     | Capo Verde                                                                | Qual. Mondiali 2022                                                       | -1                                                                        |                                                                           |
| 13-1-2022                                                                 | Yaoundé                                                                   | Capo Verde                                                                | 0 – 1                                                                     | Burkina Faso                                                              | Coppa d'Africa 2021 - 1º turno                                            | -1                                                                        |                                                                           |
| 17-1-2022                                                                 | Yaoundé                                                                   | Capo Verde                                                                | 1 – 1                                                                     | Camerun                                                                   | Coppa d'Africa 2021 - 1º turno                                            | -1                                                                        |                                                                           |
| 25-1-2022                                                                 | Bafoussam                                                                 | Senegal                                                                   | 2 – 0                                                                     | Capo Verde                                                                | Coppa d'Africa 2021 - Ottavi di finale                                    | -                                                                         | 57’                                                                       |
| 24-3-2023                                                                 | Praia                                                                     | Capo Verde                                                                | 0 – 0                                                                     | eSwatini                                                                  | Qual. Coppa d'Africa 2023                                                 | -                                                                         |                                                                           |
| 28-3-2023                                                                 | Nelspruit                                                                 | eSwatini                                                                  | 0 – 1                                                                     | Capo Verde                                                                | Qual. Coppa d'Africa 2023                                                 | -                                                                         |                                                                           |
| 12-6-2023                                                                 | Rabat                                                                     | Marocco                                                                   | 0 – 0                                                                     | Capo Verde                                                                | Amichevole                                                                | -                                                                         |                                                                           |
| 18-6-2023                                                                 | Praia                                                                     | Capo Verde                                                                | 3 – 1                                                                     | Burkina Faso                                                              | Qual. Coppa d'Africa 2023                                                 | -1                                                                        |                                                                           |
| 10-9-2023                                                                 | Lomé                                                                      | Togo                                                                      | 3 – 2                                                                     | Capo Verde                                                                | Qual. Coppa d'Africa 2023                                                 | -3                                                                        |                                                                           |
| 17-10-2023                                                                | Fos-sur-Mer                                                               | Capo Verde                                                                | 1 – 2                                                                     | Comore                                                                    | Amichevole                                                                | -2                                                                        |                                                                           |
| 16-11-2023                                                                | Praia                                                                     | Capo Verde                                                                | 0 – 0                                                                     | Angola                                                                    | Qual. Mondiali 2026                                                       | -                                                                         |                                                                           |
| 21-11-2023                                                                | Mbombela                                                                  | eSwatini                                                                  | 0 – 2                                                                     | Capo Verde                                                                | Qual. Mondiali 2026                                                       | -                                                                         |                                                                           |
| 10-1-2024                                                                 | Radès                                                                     | Tunisia                                                                   | 2 – 0                                                                     | Capo Verde                                                                | Amichevole                                                                | -2                                                                        |                                                                           |
| 14-1-2024                                                                 | Abidjan                                                                   | Ghana                                                                     | 1 – 2                                                                     | Capo Verde                                                                | Coppa d'Africa 2023 - 1º turno                                            | -1                                                                        |                                                                           |
| 19-1-2024                                                                 | Abidjan                                                                   | Capo Verde                                                                | 3 – 0                                                                     | Mozambico                                                                 | Coppa d'Africa 2023 - 1º turno                                            | -                                                                         |                                                                           |
| 22-1-2024                                                                 | Abidjan                                                                   | Capo Verde                                                                | 2 – 2                                                                     | Egitto                                                                    | Coppa d'Africa 2023 - 1º turno                                            | -2                                                                        |                                                                           |
| 29-1-2024                                                                 | Abidjan                                                                   | Capo Verde                                                                | 1 – 0                                                                     | Mauritania                                                                | Coppa d'Africa 2023 - Ottavi di finale                                    | -                                                                         |                                                                           |
| 3-2-2024                                                                  | Yamoussoukro                                                              | Capo Verde                                                                | 0 – 0 dts (1 – 2 dtr)                                                     | Sudafrica                                                                 | Coppa d'Africa 2023 - Quarti di finale                                    | -                                                                         |                                                                           |
| 21-3-2024                                                                 | Gedda                                                                     | Capo Verde                                                                | 1 – 0                                                                     | Guyana                                                                    | Amichevole                                                                | -                                                                         |                                                                           |
| 25-3-2024                                                                 | Gedda                                                                     | Capo Verde                                                                | 1 – 0                                                                     | Guinea Equatoriale                                                        | Amichevole                                                                | -                                                                         |                                                                           |
| 8-6-2024                                                                  | Yaoundé                                                                   | Camerun                                                                   | 4 – 1                                                                     | Capo Verde                                                                | Qual. Mondiali 2026                                                       | -4                                                                        |                                                                           |
| 11-6-2024                                                                 | Praia                                                                     | Capo Verde                                                                | 1 – 0                                                                     | Libia                                                                     | Qual. Mondiali 2026                                                       | -                                                                         |                                                                           |
| 20-3-2025                                                                 | Praia                                                                     | Capo Verde                                                                | 1 – 0                                                                     | Mauritius                                                                 | Qual. Mondiali 2026                                                       | -                                                                         | cap.                                                                      |
| 25-3-2025                                                                 | Luanda                                                                    | Angola                                                                    | 1 – 2                                                                     | Capo Verde                                                                | Qual. Mondiali 2026                                                       | -1                                                                        |                                                                           |
| 29-5-2025                                                                 | Kuala Lumpur                                                              | Malaysia                                                                  | 1 – 1                                                                     | Capo Verde                                                                | Amichevole                                                                | -1                                                                        |                                                                           |
| 8-6-2025                                                                  | Kutaisi                                                                   | Georgia                                                                   | 1 – 1                                                                     | Capo Verde                                                                | Amichevole                                                                | -1                                                                        | 87’                                                                       |
| Totale                                                                    |                                                                           | Presenze                                                                  | 81                                                                        |                                                                           | Reti                                                                      | -73                                                                       |                                                                           |

## Palmarès

### Club

#### Competizioni nazionali
- Coppa di Cipro: 1

AEL Limassol: 2018-2019